# Hubert Selby Jr.
Hubert "Cubby" Selby Jr. (Brooklyn, 23 de julho de 1928 - Los Angeles, 26 de abril de 2004) foi um escritor americano. Seus romances mais conhecidos são Last Exit to Brooklyn (1964) e Requiem por um sonho (1978). Ambos os romances foram adaptados mais tarde para cinema, e ele apareceu em pequenos papéis em cada um dos filmes.

## Obra

### Ficção
- Last Exit to Brooklyn (romance, 1964)
- The Room (romance, 1971)
- The Demon (romance, 1976)
- Requiem por um sonho (romance, 1978)
- Song of the Silent Snow (contos, 1986)[2]
- The Willow Tree  (romance, 1998)
- Waiting Period (romance, 2002)

### Declamações
- Our Fathers Who Aren't in Heaven – Compilação de Henry Rollins. 2xCD set (1990)
- Live in Europe 1989 – Spoken word de Henry Rollins. CD. (1995)
- Blue Eyes and Exit Wounds – Spoken word de Nick Tosches. CD. (1998)

### Filmografia
- Jour et Nuit – Guionista. France / Switzerland (1986)
- Last Exit to Brooklyn – Guionista e actor. United States/Germany (1989)
- Scotch and Milk – Actor (Cubby). United States (1998)
- Requiem for a Dream – Guionista e actor. United States (2000)
- Fear X – Guionista. Denmark / United Kingdom / Canada (2003)

### Documentários
- Memories, Dreams & Addictions. Entrevista com Ellen Burstyn. Special feature on Requiem for a Dream – Director's Cut DVD release. (2001)
- Hubert Selby Jr.: 2 Ou 3 Choses... (A Couple of Things About Hubert Selby Jr.) by Ludovic Cantais, France (2000)
- Hubert Selby Jr: It/ll Be Better Tomorrow (2005)